# Balkan-Bulgarian-Airlines-Flug 307
Der Balkan-Bulgarian-Airlines-Flug 307 war ein internationaler Linienflug der Balkan Bulgarian Airlines von Sofia nach Moskau. Am 6. März 1973 stürzte auf diesem Flug eine mit 17 Passagieren und 8 Besatzungsmitgliedern besetzte Iljuschin Il-18W im Endanflug auf den Flughafen Moskau-Scheremetjewo ab. Bei dem Unfall kamen alle 25 Insassen ums Leben.

## Maschine
Das Flugzeug war eine im Jahr 1962 gebaute Iljuschin Il-18W mit der Werknummer 182005602, die am 6. März 1963 an die TABSO, die spätere Balkan Bulgarian Airlines, ausgeliefert wurde. Die Maschine wurde mit dem Luftfahrzeugkennzeichen LZ-BEM zugelassen und zwischendurch für die Bulair betrieben. Das viermotorige Langstrecken-Passagierflugzeug war mit vier Turboproptriebwerken des Typs Iwtschenko AI-20K ausgestattet.

## Insassen
Den internationalen Linienflug von Sofia nach Moskau hatten 17 Passagiere angetreten. Es befand sich eine achtköpfige Besatzung an Bord.

## Unfallhergang
Das Flugzeug befand sich unter widrigen Wetterverhältnissen im Endanflug auf Moskau, als die Piloten aus unbekannten Gründen einen Fehlanflug einleiteten. Beim zweiten Anflug teilte die Flugsicherung den Piloten fünf Kilometer vor Erreichen der Landebahn 07 mit, dass sich die Maschine 15 Meter unter dem Gleitpfad befand. Unmittelbar darauf verlor die Maschine an Höhe und stürzte in einem Sturzflug zu Boden. Die Iljuschin prallte um 12:45 Uhr Ortszeit 4.330 Meter vor der Landebahn in einem 90-Grad-Winkel auf dem Boden auf, brach beim Aufprall auseinander und geriet in Brand. Unter den 25 Insassen gab es keine Überlebenden.

## Ursache
Als mögliche Unfallursache wurde später Vereisung am Höhenruder in Kombination mit einem starken Nickmanöver und vollausgefahrenen Auftriebshilfen festgestellt.